# Chris Barnes
Pour les articles homonymes, voir Barnes.
Chris Barnes est un chanteur de death metal né le 29 décembre 1966 à Buffalo, dans l'état de New York.
Actuellement et depuis qu'il a été exclu de Cannibal Corpse, dont il est un des fondateurs, il est le chanteur des groupes Six Feet Under et Torture Killer, dont il fait également partie fondateurs.

## Discographie
Six Feet Under
- Haunted (1995)
- Alive and Dead (1996)
- Warpath (1997)
- Maximum Violence (1999)
- Graveyard Classics (2000)
- True Carnage (2001)
- Bringer of Blood (2003)
- Graveyard Classics 2 (2004)
- 13 (2005)
- Commandment (2007)
- Death Rituals (2008)
- Graveyard Classics 3 (2010)
- Undead (2012)
- Unborn  (2013)
- Crypt of The Devil (2015)
- Torment (2017)

Cannibal Corpse
- Eaten Back to Life (1990)
- Butchered at Birth (1991)
- Tomb of the Mutilated (1992)
- The Bleeding (1994)

Torture Killer
- Swarm! (2006)
- Phobia (2013) Backing vocals on "Written in Blood"

Gorguts
- Considered Dead (1991) Backing vocals on "Bodily Corrupted", "Rottenatomy" & "Hematological Allergy"